# Crocidura ansellorum
Crocidura ansellorum, musaraña de Ansell , es una especie de mamífero soricomorfo de la familia Soricidae, endémica del norte de Zambia, entre las fuentes de los ríos 
Zambeze y Congo. Es posible que también se encuentre en Congo y en Angola.
Su estatus en la Lista Roja de la UICN es de en peligro de extinción debido a la reducida y fragmentada área de distribución y la desaparición de su hábitat, constituido por bosques de ribera de pequeños ríos, donde habita entre el sustrato de hojas caídas. Sus principales amenazas son la pérdida de su hábitat debido a la expansión agraria, la tala de árboles y los incendios forestales.
Todo lo que se conoce de esta especie es gracias a cuatro especímenes capturados, el más moderno de 1990.